# 石慧
石慧（1934年—），原名孙慧丽，祖籍浙江吴兴，出生于江苏南京，香港長城電影公司电影演员，与夏梦、陈思思并称为“长城三公主”。

## 背景
石慧1947年在第二次國共內戰期間移居香港，就读于嶺英中學（初中）及策文书院。1951年加入长城影业，开始演艺生涯。代表作有《淑女图》、《一家春》等。石慧與丈夫傅奇政治上是左派，她於1975年起歷任第四、五、六屆全國人大代表、第七屆全國政協委員，1980年出任香港銀都機構僑發貿易部總經理，1985年擔任基本法諮詢委員會委員。後來於1987年在香港啟德機場經營免稅店，及至1991年在香港主權移交前夕随夫移居加拿大，一生不曾在中共統治的土地上定居。
作為左派人士，石慧六七暴動時曾參加示威活動，英屬香港政府一度想將石慧與傅奇遞解出境，兩人亦曾被囚八個月。

## 個人生活
1954年3月，石与著名演员、导演傅奇结婚，有两女一子，傅明宪即是其女。

## 电影
| 上映年份       | 电影名     | 角色           |
| 1952年1月1日   | 一家春     | 张培玲         |
| 1952年2月7日   | 百花齐放   | 郭巧珍         |
| 1952年5月27日  | 淑女图     | 高青萍         |
| 1952年12月23日 | 蜜月       | 陈玉冰         |
| 1953年1月1日   | 儿女经     | 颜大明         |
| 1953年2月14日  | 孽海花     | 小菊           |
| 1953年7月29日  | 寸草心     | 江明           |
| 1953年9月21日  | 绝代佳人   | （客串）       |
| 1955年1月28日  | 大儿女经   | （客串）       |
| 1955年7月14日  | 不要离开我 | 女钢琴手       |
| 1955年8月4日   | 视察专员   | 玛丽           |
| 1956年8月29日  | 女子公寓   | 钟慧明         |
| 1956年10月26日 | 玫瑰岩     | （客串）       |
| 1956年11月9日  | 小舞娘     | 关小珠         |
| 1957年2月14日  | 鸾凤和鸣   | 王月娥         |
| 1957年4月18日  | 小鸽子姑娘 | 小鸽子姑娘     |
| 1957年7月18日  | 鸣凤       | 鸣凤           |
| 1957年8月9日   | 妇唱夫随   | 方瑞卿         |
| 1957年11月28日 | 丁香姑娘   | 殷慧芳         |
| 1958年1月9日   | 兰花花     | 周兰           |
| 1958年5月15日  | 借亲配     | 张桂英         |
| 1958年12月11日 | 玉手擒凶   | 江阿凤         |
| 1959年2月19日  | 锦上添花   | 王小琴         |
| 1959年3月26日  | 垃圾千金   | 大毛、朱迪     |
| 1959年6月10日  | 血染少女心 | 于影青         |
| 1959年7月15日  | 豪门夜宴   | 宴会宾客       |
| 1959年8月20日  | 豆蔻年华   | 雷美美         |
| 1960年2月10日  | 情投意合   | 朱莎菲         |
| 1960年3月25日  | 笑笑笑     | 沈惠英         |
| 1960年7月9日   | 脂粉小霸王 | 倪兰           |
| 1961年5月31日  | 雷雨       | 四凤           |
| 1961年8月19日  | 生死牌     | 王玉环         |
| 1962年4月12日  | 对窗恋     | 阿香           |
| 1962年8月16日  | 甜言蜜语   | 林莲明         |
| 1963年8月22日  | 刘海遇仙记 | 何秀英（九妹） |
| 1964年5月16日  | 龙凤呈祥   | 李玉凤         |
| 1965年4月15日  | 沧海遗珠   | 張玲玲、小如   |
| 1966年7月9日   | 脂粉小霸王 | 倪兰           |
| 1966年1月20日  | 蟋蟀皇帝   | 吴小凤         |
| 1966年8月9日   | 小忽雷     | 郑盈盈         |
| 1969年2月15日  | 玉女芳踪   | 林梅华         |
| 1969年10月23日 | 卧虎村     | 赵小妹         |
| 1970年3月5日   | 屋         |                |
| 1970年7月16日  | 映山红     | 花彩霞         |
| 1976年9月8日   | 泥孩子     | 素娟           |
| 1977年10月13日 | 生死搏斗   | 女护士         |
| 1979年7月26日  | 冤家       | 朱妻           |

## 外部連結
- 石慧在互联网电影资料库（IMDb）上的資料（英文）
- 石慧在香港影庫上的簡介
- 石慧在豆瓣上的资料（简体中文）
- 石慧在时光网上的簡介（简体中文）